# جاك تيت
جاك تيت (بالإنجليزية: Jack Tate)‏ هو سياسي أمريكي، ولد في 1967 في ناشفيل في الولايات المتحدة. حزبياً، نشط في الحزب الجمهوري. وقد انتخب عضو مجلس نواب كولورادو.

## وصلات خارجية
- الموقع الرسمي